# Gran Premio motociclistico d'Austria 1983
Il Gran Premio motociclistico d'Austria fu il sesto appuntamento del motomondiale 1983, si trattò della dodicesima edizione del Gran Premio motociclistico d'Austria valido per il motomondiale.
Si svolse il 29 maggio 1983 a Salisburgo e gareggiarono le classi 125, 250, 500 oltre ai sidecar. Ottennero la vittoria Kenny Roberts in classe 500, Manfred Herweh in 250 e Ángel Nieto in 125. Tra le motocarrozzette vinse l'equipaggio svizzero Rolf Biland-Kurt Waltisperg.

## Classe 500
Il podio della classe regina è stato interamente occupato da piloti statunitensi: al primo posto Kenny Roberts seguito da Eddie Lawson e Randy Mamola.
La classifica provvisoria del campionato è ancora guidata da un altro statunitense, Freddie Spencer, che vede però diminuire il vantaggio su Roberts.

### Arrivati al traguardo
| Pos. | Pilota              | Moto   | Tempo    | Griglia | Punti |
| ---- | ------------------- | ------ | -------- | ------- | ----- |
| 1    | Kenny Roberts       | Yamaha | 41:26.84 | 1       | 15    |
| 2    | Eddie Lawson        | Yamaha | +6.04    | 3       | 12    |
| 3    | Randy Mamola        | Suzuki | +17.16   | 4       | 10    |
| 4    | Takazumi Katayama   | Honda  | +20.91   | 5       | 8     |
| 5    | Franco Uncini       | Suzuki | +38.95   | 9       | 6     |
| 6    | Marc Fontan         | Yamaha | +40.81   | 6       | 5     |
| 7    | Marco Lucchinelli   | Honda  | +58.13   | 8       | 4     |
| 8    | Jack Middelburg     | Honda  | +1:04.53 | 13      | 3     |
| 9    | Sergio Pellandini   | Suzuki | +1:04.78 | 10      | 2     |
| 10   | Boet van Dulmen     | Suzuki | +1:12.41 | 11      | 1     |
| 11   | Giovanni Pelletier  | Honda  | +1:17.48 | 18      |       |
| 12   | Keith Huewen        | Suzuki | +1 giro  | 15      |       |
| 13   | Barry Sheene        | Suzuki | +1 giro  | 14      |       |
| 14   | Chris Guy           | Suzuki | +1 giro  | 19      |       |
| 15   | Maurizio Massimiani | Honda  | +1 giro  | 21      |       |
| 16   | Philippe Coulon     | Suzuki | +1 giro  | 24      |       |
| 17   | Peter Sjöström      | Suzuki | +1 giro  | 23      |       |
| 18   | Ernst Gschwender    | Suzuki | +1 giro  | 20      |       |
| 19   | Fabio Biliotti      | Honda  | +1 giro  | 31      |       |
| 20   | Wolfgang von Muralt | Suzuki | +1 giro  | 26      |       |
| 21   | Walter Migliorati   | Suzuki | +1 giro  | 17      |       |
| 22   | Steve Parrish       | Yamaha | +1 giro  | 27      |       |
| 23   | Virginio Ferrari    | Cagiva | +1 giro  | 16      |       |
| 24   | Leandro Becheroni   | Suzuki | +1 giro  | 22      |       |
| 25   | Alfons Amerschläger | Suzuki | +2 giri  | 33      |       |
| 26   | Beni Slydal         | Suzuki | +2 giri  | 35      |       |
| 27   | Josef Ragginger     | Suzuki | +2 giri  | 37      |       |
| 28   | Børge Nielsen       | Suzuki | +2 giri  | 36      |       |
| 29   | Franz Kaserer       | Suzuki | +3 giri  | 34      |       |

### Ritirati
| Pilota          | Moto   | Motivo | Griglia |
| --------------- | ------ | ------ | ------- |
| Freddie Spencer | Honda  | motore | 1       |
| Paolo Ferretti  | Suzuki |        | 25      |
| Anton Mang      | Suzuki |        | 32      |
| Ron Haslam      | Honda  |        | 7       |
| Andreas Hofmann | Suzuki |        | 28      |
| Raymond Roche   | Honda  |        | 12      |

## Classe 250
Disturbata dal maltempo la gara è stata interrotta al 14º giro e poi è stata data una nuova partenza per ulteriori 18 giri; il risultato finale è stato per somma dei tempi e ha visto vincitore il pilota tedesco Manfred Herweh che ha preceduto il belga Didier de Radiguès e il francese Thierry Espié.
Grazie al secondo posto ottenuto, de Radigués ha sopravanzato in classifica il precedente capofila, il venezuelano Carlos Lavado.

### Arrivati al traguardo
| Pos. | Pilota                 | Moto       | Tempo    | Griglia | Punti |
| ---- | ---------------------- | ---------- | -------- | ------- | ----- |
| 1    | Manfred Herweh         | Real       | 46.00.02 | 16      | 15    |
| 2    | Didier de Radiguès     | Chevallier | 46.00.44 | 1       | 12    |
| 3    | Thierry Espié          | Chevallier | 46.01.06 | 9       | 10    |
| 4    | Christian Sarron       | Yamaha     | 46.01.29 | 11      | 8     |
| 5    | Martin Wimmer          | Yamaha     | 46.01.52 | 6       | 6     |
| 6    | Hervé Guilleux         | Kawasaki   | 46.02.30 | 3       | 5     |
| 7    | Carlos Lavado          | Yamaha     | 46.02.48 | 8       | 4     |
| 8    | Reinhold Roth          | Yamaha     | 46.03.67 | 14      | 3     |
| 9    | Jacques Cornu          | Yamaha     | 46.04.05 | 5       | 2     |
| 10   | Guy Bertin             | MBA        | 46.13.42 | 7       | 1     |
| 11   | Patrick Fernandez      | Bartol     | 46.16.10 | 13      |       |
| 12   | Jean-François Baldé    | Chevallier | 46.21.02 | 2       |       |
| 13   | Jean-Louis Guignabodet | Rotax      | 46.51.00 | 27      |       |
| 14   | Bruno Lüscher          | Yamaha     | 46.58.10 | 24      |       |
| 15   | Donnie McLeod          | Yamaha     | 46.59.22 | 37      |       |
| 16   | Christian Estrosi      | Pernod     | 47.00.98 | 30      |       |
| 17   | Tony Head              | Armstrong  | 47.01.29 | 28      |       |
| 18   | Ivan Palazzese         | Yamaha     | 47.07.12 | 10      |       |
| 19   | Gabriel Grabia         | Yamaha     | 47.12.36 | 35      |       |
| 20   | Edwin Weibel           | Yamaha     | 47.15.23 | 31      |       |
| 21   | Manfred Obinger        | Yamaha     | 47.34.98 | 21      |       |
| 22   | Herbert Hauf           | Yamaha     | 47.25.34 | 34      |       |

### Ritirati
| Pilota               | Moto      | Motivo | Griglia |
| -------------------- | --------- | ------ | ------- |
| Ángel Nieto          | Yamaha    |        | 4       |
| Donnie Robinson      | Yamaha    |        | 12      |
| Jean-Louis Tournadre | Yamaha    |        | 15      |
| Carlos Cardús        | Rotax     |        | 17      |
| Alan Carter          | Yamaha    |        | 18      |
| Graham Young         | Waddon    |        | 19      |
| Jean-Marc Toffolo    | Rotax     |        | 20      |
| Thierry Rapicault    | Yamaha    |        | 22      |
| Harald Eckl          | Yamaha    |        | 23      |
| Bernard Fau          | Yamaha    |        | 26      |
| Sito Pons            | Kobas     |        | 26      |
| Jacques Bolle        | Go-West   |        | 29      |
| Karl Thomas Bacher   | Yamaha    |        | 32      |
| Siegfried Minich     | Rotax     |        | 33      |
| Roland Freymond      | Armstrong |        | 36      |
| Paolo Ferretti       | Yamaha    |        |         |

## Classe 125
Per la quarta volta consecutiva nella stagione i primi due posti sono stati occupati dai due piloti ufficiali della Garelli, con Ángel Nieto davanti a Eugenio Lazzarini; i due piloti sono anche ai primi due posti della classifica generale.
Al terzo posto, sia in questa gara che nella classifica generale, l'italiano Pier Paolo Bianchi.

### Arrivati al traguardo
| Pos. | Pilota               | Moto      | Tempo    | Griglia | Punti |
| ---- | -------------------- | --------- | -------- | ------- | ----- |
| 1    | Ángel Nieto          | Garelli   | 41.03.88 | 2       | 15    |
| 2    | Eugenio Lazzarini    | Garelli   | 41.05.37 | 1       | 12    |
| 3    | Pier Paolo Bianchi   | Sanvenero | 41.42.29 | 10      | 10    |
| 4    | Fausto Gresini       | MBA       | 41.42.59 | 5       | 8     |
| 5    | August Auinger       | MBA       | 41.42.90 | 7       | 6     |
| 6    | Maurizio Vitali      | MBA       | 41.51.49 | 6       | 5     |
| 7    | Johnny Wickström     | MBA       | 41.51.69 | 13      | 4     |
| 8    | Lucio Pietroniro     | MBA       | 41.51.89 | 12      | 3     |
| 9    | Hans Müller          | MBA       | 41.53.61 | 3       | 2     |
| 10   | Gerhard Waibel       | MBA       | 41.54.56 | 15      | 1     |
| 11   | Ricardo Tormo        | MBA       | 41.56.01 | 8       |       |
| 12   | Henk van Kessel      | MBA       | 42.07.13 | 14      |       |
| 13   | Stefano Caracchi     | MBA       | 1 giro   | 18      |       |
| 14   | Pierluigi Aldrovandi | MBA       | 1 giro   | 19      |       |
| 15   | Hugo Vignetti        | MBA       | 1 giro   | 23      |       |
| 16   | Jean-Claude Selini   | MBA       | 1 giro   | 21      |       |
| 17   | Jacky Hutteau        | MBA       | 1 giro   | 34      |       |
| 18   | Alfred Waibel        | Real      | 1 giro   | 32      |       |
| 19   | Janez Pintar         | MBA       | 1 giro   | 26      |       |
| 20   | Helmut Lichtenberg   | MBA       | 1 giro   | 28      |       |
| 21   | Alojz Pavlič         | Bartol    | 1 giro   | 31      |       |
| 22   | Anton Straver        | MBA       | 1 giro   | 27      |       |
| 23   | Rolf Rüttimann       | MBA       | 1 giro   | 22      |       |
| 24   | Giuseppe Ascareggi   | MBA       | 1 giro   | 24      |       |
| 25   | Willy Pérez          | MBA       | 1 giro   | 17      |       |
| 26   | Andrés Sánchez       | MBA       | 2 giri   | 36      |       |

### Ritirati
| Pilota              | Moto      | Motivo | Griglia |
| ------------------- | --------- | ------ | ------- |
| Bruno Kneubühler    | MBA       |        | 4       |
| Stefan Dörflinger   | MBA       |        | 9       |
| Erich Klein         | MBA       |        | 11      |
| Ivan Troisi         | MBA       |        | 16      |
| Libero Piccirillo   | MBA       |        | 20      |
| Per-Edvard Carlsson | MBA       |        | 25      |
| Paul Bordes         | MBA       |        | 29      |
| Bernd Lauermann     | MBA       |        | 30      |
| Jan Bäckström       | MBA       |        | 33      |
| Massimo de Lorenzi  | Minarelli |        | 35      |

## Classe sidecar
L'equipaggio Rolf Biland-Kurt Waltisperg torna alla vittoria in Austria, battendo con ampio margine Werner Schwärzel-Andreas Huber dopo un duello nella fase iniziale della gara. Arrivano terzi Egbert Streuer-Bernard Schnieders, i principali rivali di Biland nel mondiale.
Dopo tre gare Biland guida la classifica con 30 punti, seguono Streuer a 25, Schwärzel a 22 e Michel (qui sesto dopo essere stato costretto a un pit-stop imprevisto) a 17. 

### Arrivati al traguardo (posizioni a punti)[5]
| Pos | Pilota            | Passeggero         | Moto           | Tempo    | Punti |
| --- | ----------------- | ------------------ | -------------- | -------- | ----- |
| 1   | Rolf Biland       | Kurt Waltisperg    | LCR-Yamaha     | 39'24"36 | 15    |
| 2   | Werner Schwärzel  | Andreas Huber      | Seymaz-Yamaha  | 39'54"42 | 12    |
| 3   | Egbert Streuer    | Bernard Schnieders | LCR-Yamaha     | 40'06"96 | 10    |
| 4   | Frank Wrathall    | Phil Spendlove     | Seymaz-Yamaha  |          | 8     |
| 5   | Alfred Zurbrügg   | Martin Zurbrügg    | Seymaz-Yamaha  |          | 6     |
| 6   | Alain Michel      | Claude Monchaud    | LCR-Yamaha     |          | 5     |
| 7   | Siegfried Berger  | Edwin Berger       | Ohrmann-Yamaha |          | 4     |
| 8   | Theo van Kempen   | Geral de Haas      | LCR-Yamaha     |          | 3     |
| 9   | Amedeo Zini       | Carlo Sonaglia     | LCR-Yamaha     |          | 2     |
| 10  | Pentti Niinivaara | Vesa Bienek        | LCR-Yamaha     |          | 1     |